# Mohammed Noor
Mohammed Noor (La Meca, Arabia Saudita, 26 de febrero de 1978), exfutbolista nacido en Arabia Saudita. Jugaba de mediapunta y la mayor parte de su carrera la hizo en el Al-Ittihad de Arabia Saudita. 

## Selección nacional
Ha sido internacional con la selección de fútbol de Arabia Saudita en 96 ocasiones marcando 8 goles.

### Participaciones en Copas del Mundo
| Mundial                        | Sede                  | Resultado    |
| ------------------------------ | --------------------- | ------------ |
| Copa Mundial de Fútbol de 2002 | Corea del Sur y Japón | Primera fase |
| Copa Mundial de Fútbol de 2006 | Alemania              | Primera fase |

## Clubes
| Club       | País           | Año       |
| ---------- | -------------- | --------- |
| Al-Ittihad | Arabia Saudita | 1996-2013 |
| Al-Nassr   | Arabia Saudita | 2013-2014 |
| Al-Ittihad | Arabia Saudita | 2014-2016 |

## Palmarés

### Distinciones individuales
| Distinción                                          | Año  |
| --------------------------------------------------- | ---- |
| Bota de Oro de la Copa Mundial de Clubes de la FIFA | 2005 |